# Liste de sociétés savantes scientifiques en France
Cet article contient une liste de sociétés savantes scientifiques françaises, c'est-à-dire une liste des groupes d'experts établis en France qui, par leurs travaux et leur réflexion, font avancer la connaissance dans leur domaine d'activité.
À noter que, le Comité des travaux historiques et scientifiques, CTHS, Institut rattaché à l’École nationale des chartes, a été chargé depuis sa création d'établir l'annuaire des sociétés savantes de France et de coordonner leurs travaux. Il comprend plus 4 000 sociétés, à la fois des sociétés vivantes et des sociétés dissoutes mais qui, à un moment donné, ont joué un rôle significatif dans la vie intellectuelle ou scientifique du pays.
Par ailleurs, le Collège des sociétés savantes académiques de France, association régie par la Loi de 1901, dont le siège social est à l’École normale supérieure de Rennes, rassemble plusieurs sociétés savantes du monde de la recherche et de l’enseignement supérieur.

## Sociétés à portée nationale
- Académie française (1635)
- Académie des inscriptions et belles-lettres (1663)
- Académie des sciences (1666)
- Académie nationale de médecine (1820)
- Académie nationale de pharmacie (1803)
- Académie des sciences morales et politiques (1832)
- Comité des travaux historiques et scientifiques (1834)
- Académie vétérinaire de France (1844)
- Société des ingénieurs et scientifiques de France (1860)
- Académie d'éducation et d'études sociales (1922)

### Sciences formelles

#### Informatique
- Association Aristote
- Société française d'informatique de laboratoire (SFIL)
- Société informatique de France (1985)
- Société française de recherche opérationnelle et d'aide à la décision (1998)
- Association française pour l'intelligence artificielle (1989)
- Association francophone de recherche d'information et applications (ARIA)
- Association pour le traitement automatique des langues (1959)

#### Mathématiques
- Société mathématique de France (1872)
- Société de mathématiques appliquées et industrielles (1983)
- Société française de statistique (1997)

#### Mécanique et matériaux
- Association franco-maghrébine de mécanique et des matériaux (AF3M)
- Association française de mécanique (AFM) (1997)
- Fédération Française des Matériaux (FFM) (2021)

### Sciences humaines et sociales

#### Anthropologieetethnologie
- Association française des anthropologues (1979)
- Société d'ethnologie française
- Société française d'anthropologie visuelle

#### Droit et science politique
- Association française de droit constitutionnel (AFDC)
- Association française de droit de la santé (AFDS)
- Association française de droit de la sécurité et de la défense (AFDSD)
- Association française de science politique (AFSP)
- Association française d'études européennes (AFÉE, ex-CEDECE)
- Association française pour la recherche en droit administratif (AFDA)
- Société française de finances publiques (SFFP)
- Association française de droit de l'enseignement et de la recherche (AFDER)

#### Langues, littératures et cultures étrangères
- Société des anglicistes de l'enseignement supérieur (SAES)
- Association française des études américaines (AFEA)
- Association des germanistes de l'enseignement supérieur (AGES)
- Société des hispanistes français de l'enseignement supérieur (SHF)
- Société des italianistes de l'enseignement supérieur (SIES)
- Association française des russisants (AFR)
- Association française des arabisants (AFDA)
- Association pour le développement des études portugaises, brésiliennes, d’Afrique et d’Asie lusophones (ADEPBA)
- Association des enseignants de japonais en France (AEJF)

#### Économie
- Association française de science économique
- Association française d'économie politique
- Association d'économie sociale
- Collège des économistes de la santé
- Société française d'économie de la santé
- Société française d'économie rurale
- Société d'économie politique

#### Géographie
- Société de géographie (1821)
- Société d'éditions géographiques, maritimes et coloniales (1921)

#### Histoire et archéologie
- Société de l'histoire de France (1833)
- Société de l'histoire du protestantisme français (1852)
- Société française d'égyptologie (1923)
- Société française d'archéologie
- Société de l'histoire de l'art français
- Société préhistorique française
- Société française d'histoire de la médecine
- Société française d'histoire des sciences et des techniques
- Société française d'histoire d'Outre-Mer
- Société française pour l'histoire des sciences de l'homme
- Cercle d'études scientifiques Rayer
- Société internationale d'histoire du français langue étrangère et seconde

#### Philosophie
- Société de philosophie analytique
- Société de philosophie des sciences
- Société française de philosophie

#### Psychologie et linguistique
- Association des sciences du langage
- Association pour le traitement automatique des langues
- Comité national français de psychologie scientifique
- Société française de psychologie

#### Santé sexuelle
- Association interdisciplinaiare post-universitaire de sexologie (AIUS)

#### Sociologie
- Association française de sociologie
- Collège de sociologie

### Sciences naturelles

#### Astronomie
- Association de l'observatoire du pic du Midi
- Société astronomique de France
- Société française d'astronomie et d'astrophysique (SF2A)

#### Biologie et écologie
- Société botanique de France
- Société centrale d'apiculture
- Société entomologique de France
- Société de biologie
- Société de biologie cellulaire de France
- Société des neurosciences
- Société française d'angiogenèse
- Société française de biophysique
- Société française d'écologie et d'évolution
- Société d'études ornithologiques de France
- Société française de biochimie et de biologie moléculaire
- Société française de biologie du développement (SFBD)
- Société française de génétique
- Société française d'immunologie
- Société française de microbiologie
- Société française de phytopathologie
- Société française de systématique
- Société francophone de biologie théorique
- Société mycologique de France
- Société nationale de protection de la nature
- Société nationale d'horticulture de France
- Société zoologique de France

#### Chimie
- Association des sédimentologistes français
- Association française de cristallographie
- Société chimique de France
- Société de chimie industrielle
- Société française de minéralogie et de cristallographie
- Union pour la Sciences et la Technologie Verrières (USTV) (1934)
- Société française des isotopes stables
- Fédération Française des Matériaux (FFM) (2021)

#### Géologie
- Association des géologues du Sud-Ouest (AGSO)

- Association des sédimentologistes français
- Société française de minéralogie et de cristallographie
- Société française des isotopes stables
- Société géologique de France
- Union française des géologues

#### Sciences de la Terre
- Comité national français de géodésie et géophysique (CNFGG)

#### Physique
- Association française de cristallographie (AFC)
- Association technique pour l'avancement de la turbine à gaz
- Groupe français de la céramique
- Société française d'acoustique
- Société française de génie des procédés
- Société française de métallurgie et de matériaux
- Société française d'énergie nucléaire
- Société française de neutronique
- Société française de physique
- Société française des mécaniciens
- Société française des microscopies
- Société française des microtechniques et de chronométrie
- Société française de photogrammétrie et de télédétection (SFPT)
- Union pour la Sciences et la Technologie Verrières (USTV) (1934)
- Société française de spectroscopie de masse
- Société Française de Thermique
- Société française d'optique
- Société hydrotechnique de France
- Fédération Française des Matériaux (FFM) (2021)

### Sciences médicales
- Fédération des médecins de France

#### Anatomie et cytologie pathologiques
- Société d'anatomie pathologique vétérinaire
- Société française de neuropathologie
- Société française de pathologie

#### Anesthésie-réanimation
- Société de réanimation de langue française (1971)
- Société française d'anesthésie et de réanimation (1982)

#### Biologie clinique et médicale
- Société de biologie
- Société française de biologie clinique (SBFC)

#### Brûlures
- Société française d'étude et de traitement des brûlures

#### Cardiologie
- Fédération française de cardiologie
- Société française de cardiologie

#### Chirurgie

##### Chirurgie du transsexualisme
- Société française d'études et de prise en charge de la transidentité

##### Chirurgie viscérale
- Société française de chirurgie digestive
- Association française de chirurgie
- Association française de chirurgie endocrinienne
- Association française de chirurgie hépato-biliaire et de transplantation hépatique
- Association universitaire de recherches chirurgicales

#### Dermatologie
- Société française de dermatologie (1895)
- Société de recherche dermatologique
- Société française de photodermatologie

#### Endocrinologie et diabétologie
- Société française d'endocrinologie
- Association de langue française pour l'étude du diabète et des maladies métaboliques

#### Gastroentérologie et hépatologie
- Société nationale française de gastroentérologie
- Association française pour l'étude du foie
- Association française d'endoscopie digestive
- Société française d'endoscopie digestive

#### Génétique
- Société française de génétique
- Société française de génétique humaine
- Société française de toxicologie génétique
- Club de conseil génétique de langue française

#### Gérontologie
- Société française de gériatrie et gérontologie

#### Hématologie
- Société française d'hématologie

#### Information médicale
- Société francophone d'information médicale (SOFIME)

#### Imagerie médicale
- Société française de radiologie (1905)
- Société française de biophysique et médecine nucléaire
- Collège des enseignants de radiologie en France
- Collège des enseignants de biophysique et médecine nucléaire
- Association française du personnel paramédical d'électroradiologie

#### Médecine générale
- Société française de médecine générale

#### Médecine interne
- Société nationale française de médecine interne

#### Médecine légale
- Société de médecine légale et de criminologie de France

#### Médecine physique et de réadaptation
- Société française de rééducation fonctionnelle, de réadaptation et de médecine physique
- Collège national des enseignants de médecine physique et de réadaptation
- Groupement des médecins de rééducation des hôpitaux publics

#### Néphrologie
- Société de néphrologie

#### Neurosciences
- Ligue française contre l'épilepsie
- Société des neurosciences
- Société française de neurochirurgie (1969)
- Société française de neurologie
- Société française d'ophtalmologie
- Société de neuropsychologie de langue française
- Société de neurochirurgie de langue française
- Société de neurophysiologie clinique de langue française
- Société française de neuropathologie
- Société française d'oto-rhino-laryngologie
- Société de neuroendocrinologie

#### Nutrition
- Société de nutrition et de diététique de langue française (sndlf)
- Collège des enseignants de nutrition des facultés de médecine (CEN)
- Comité français de coordination des recherches sur l'athérosclérose et le cholestérol (arcol)
- Société francophone de nutrition entérale et parentérale
- Association française de nutrition
- Association française d'études et de recherches sur l'obésité
- Association de langue française pour l'étude du diabète et des maladies métaboliques
- Société Scientifique d'Hygiène Alimentaire et d'alimentation rationnelle de l'homme (SSHA)

#### Odontologie
- Société française d'orthopédie dento-faciale
- Société française de parodontologie
- Société française de pédodontie
- Société francophone de chirurgie buccale
- Société française d'endodontie
- Collège national des enseignants en prothèses odontologiques
- Collège national des enseignants en odontologie conservatrice ou CNEOC (www.cneoc.eu)

#### Orthopédie
- Société française de chirurgie orthopédique et traumatologique
- Groupe d'étude d'orthopédie pédiatrique
- Société française de recherche orthopédique
- Société française pour le développement de la chirurgie assistée par ordinateur en orthopédie

#### Pathologie infectieuse
- Société de pathologie infectieuse de langue française (SPILF) (1974)
- Collège des maladies Infectieuses et Tropicales (CMIT)

#### Pédiatrie
- Société française de pédiatrie (sfp) (1929)
- Société francophone de recherche en pédiatrie (sfrp)

#### Pharmacie
- Académie nationale de pharmacie
- Société d'histoire de la pharmacie
- Européenne de formation pour les pharmaciens (EFP)
- Groupe d'étude et de recherche sur la production en atmosphère contrôlée (Gerpac)
- Société française de pharmacie clinique (SFPC)
- Société française de pharmacie oncologique (SFPO)
- Société francophone des sciences pharmaceutiques officinales (SFSPO)
- Société française de radiopharmacie (SoFRa)

#### Pharmacologie
- Société française de pharmacologie et de thérapeutique (SFPT)

#### Pneumologie
- Société de pneumologie de langue française (splf) (1905)

#### Psychiatrie
- Fédération française de psychiatrie

#### Radioprotection
- Société française de radioprotection

#### Reproduction humaine
- Fédération des gynécologues et obstétriciens de langue française
- Société française pour l'étude de la fertilité
- Société française de gynéco-pathologie
- Fédération française des centres d'étude et de conservation des œufs et du sperme humains (cecos)
- Société française d'endocrinologie
- Société française de pédiatrie
- Société d'andrologie de langue française
- Association française d'urologie (1896)
- Fédération nationale des biologistes des laboratoires d'études de la fécondation et de la conservation de l'œuf
- Conseil national de l'Ordre des sages-femmes
- Collège National des Sages-femmes de France (CNSF)
- Conférence Nationale des Enseignants en Maïeutique (CNEMa)

#### Rhumatologie
- Société française de rhumatologie (SFR) (1969)

#### Santé et environnement
- Société Francophone de Santé et Environnement (SFSE) (2008)

#### Santé publique
- Société française de santé publique

#### Somnologie
- Société française de recherche et médecine du sommeil (SFRMS)

#### Urgence médicale
- Société française de médecine d'urgence (2006)

### Secteur paramédical
- Société française de physiothérapie
- Association nationale française des ergothérapeutes
- Union nationale pour le développement de la recherche et de l'évaluation en orthophonie (UNADREO)

### Sciences technologiques et ingénierie
- Conseil national des ingénieurs et scientifiques de France
- Société des ingénieurs de l'automobile
- Association aéronautique et astronautique de France (AAAF)
- Académie de l'air et de l'espace
- Société de chimie industrielle
- Comité français de mécanique des sols et de géotechnique (CFMS)
- Comité français de mécanique des roches (CFMR)
- Comité français de géologie de l'ingénieur et de l'environnement (CFGI)
- Association française des tunnels et de l'espace souterrain (AFTES)
- Comité français des barrages et réservoirs (CFBR)
- Association française du génie parasismique (AFPS)
- Association française de génie civil (AFGC)
- Association universitaire de génie civil (AUGC)
- Centre français de l'anticorrosion (CEFRACOR)
- Comité français des géosynthétiques (CFG)

## Sociétés transdisciplinaires
- Société Française de bioinformatique (SFBI)
- Groupe français (d'études et d'applications) des polymères (GFP)

## Sociétés à portée régionale

### Alsace
- Société alsacienne d'entomologie
- Société entomologique de Mulhouse
- Société philomatique d'Alsace et de Lorraine

### Auvergne
- Société d'histoire naturelle d'Auvergne à Clermont-Ferrand, fondée en 1894 – Bulletin annuel : Revue des Sciences naturelles d'Auvergne
- Société scientifique du Bourbonnais pour l'étude et la protection de la nature, publie Revue scientifique du Bourbonnais et du Centre de la France (fondée en 1888),

### Bretagne
- Société géologique et minéralogique de Bretagne
- Société des sciences naturelles de l'Ouest de la France
- Société d'histoire et d'archéologie de Bretagne (SHAB)
- Société d'émulation des Côtes-d'Armor
- Société archéologique et historique d'Ille-et-Vilaine
- Société polymathique du Morbihan
- Société archéologique du Finistère
- Société archéologique et historique de Nantes et de Loire-Atlantique
- Association bretonne
- Société d'histoire et d'archéologie de l'arrondissement de Saint-Malo
- Société d'histoire et d'archéologie du Pays de Fougères
- Société d'études de Brest et du Léon

### Centre-Ouest
- Société botanique du Centre-Ouest

### Corse
- Société des sciences historiques et naturelles de la Corse

### Lorraine
- Société entomologique de Lorraine
- Académie de Stanislas
- Académie lorraine des sciences

### Midi-Pyrénées
- Société d'histoire naturelle de Toulouse

### Nord
- Société industrielle du Nord de la France
- Coordination mammalogique du Nord de la France
- Société mycologique du Nord de la France

### Picardie
- Académie des sciences, des lettres et des arts d'Amiens depuis 1746
- Groupe ornithologique picard
- Société linnéenne Nord-Picardie

## Sociétés à portée locale

### Aude
- Société d'études scientifiques de l'Aude (SESA)

### Aveyron
- Société centrale d'agriculture de l'Aveyron

### Bouches-du-Rhône
- Société linnéenne de Provence

### Calvados
- Société linnéenne de Normandie
- Société d'agriculture et de commerce de Caen

### Doubs
- Société d'agriculture du Doubs : fondée le 9 avril 1799

### Haute-Garonne
- Société des études du Comminges

### Gironde
- Société linnéenne de Bordeaux

### Lille
- Société des sciences, de l'agriculture et des arts de Lille

### Maine-et-Loire
- Société d'études scientifiques de l'Anjou
- Société des sciences, lettres et arts de Cholet
- Société des Lettres, Sciences et Arts du Saumurois[3]

### Manche
- Société nationale des sciences physiques, naturelles et mathématiques de Cherbourg. fondée en décembre 1851

### Meuse
- Société philomathique de Verdun fondée le 1er août 1822[4]
- Société des Lettres, Sciences et Arts de Bar-le-Duc fondée en 1870

### Oise
- Société d'étude des milieux naturels de l'Oise (SEMNO)

### Pyrénées-Atlantiques
- Société des sciences, lettres et arts de Pau et du Béarn

### Rhône
- Société nationale de médecine et des sciences médicales de Lyon, fondée en 1789

### Paris
- Société de médecine de Paris

### Seine-Maritime
- Groupe Histoire des hôpitaux de Rouen
- Société centrale d'horticulture de la Seine-Maritime
- Société des amis des sciences naturelles et du muséum de Rouen
- Société industrielle d'Elbeuf
- Société industrielle de Rouen

### Somme
- Groupe d'étude des milieux naturels en Picardie (Méricourt-sur-Somme)

### Tarn
- Société tarnaise d'histoire naturelle à Vielmur-sur-Agout

### DROM - COM

#### Guadeloupe
- Société d'histoire naturelle de la Guadeloupe à Saint-Claude, fondée en 1963

#### Guyane
- Société d'études pour la protection et l'aménagement de la nature à Cayenne, fondée en 1964.

#### Réunion
- Société réunionnaise pour l'étude et la protection de l'environnement à Saint-Denis, fondée en 1970

## Pour approfondir